# Mary Willumsenová
Mary Birgitte Cecilie Magdalene Willumsenová (nepřechýleně Mary Willumsen; 13. července 1884 Frederiksberg – 25. října 1961 Kodaň) byla dánská fotografka, která již v roce 1916 prodávala pohlednice s fotografiemi žen ve sporém oblečení nebo zcela nahých, pořízených v kodaňském zařízení na pláži Helgoland. Svou práci ukončila, když policie začala projevovat zájem o kiosky prodávající fotografie aktů. Její tvorba je dnes považována za značně umělecky hodnotnou.

## Raný život
Mary Willumsenová pocházela z dělnické rodiny v kodaňské čtvrti Valby. V mládí poznala význam tvrdé práce. Jako sedmiletá pomáhala matce a bratrovi doručovat noviny a vydělala tak pro rodinu o něco více. Po biřmování v roce 1899 pracovala jako švadlena v obchodním domě Magasin du Nord. V roce 1910 se provdala za Haralda Axela Larsena, malíře a fotografa, který zemřel v roce 1913. 

## Pozadí
Od počátku 20. století začali dánští fotografové projevovat zájem o sportoviště a koupaliště, kde mohli fotografovat ženy v lehkém oblečení. Helgoland, oblíbené koupaliště na předměstí Kodaně, lákalo řadu fotografů včetně Petera Elfelta, Holgera Damgaarda, Julia Aagaarda nebo Sophuse Junckera-Jensena. V roce 1914 začala podnik navštěvovat i Mary Willumsenová. 

## Fotografické pohlednice
S velkým předstihem před obrovským zájmem o fotografii ženských aktů, který se rozmohl ve 20. letech 20. století, se fotografie Mary Willumsenové z let 1916 až 1920, i když pečlivě pózované, zdají být mnohem spontánnější než dřívější práce. Její snímky zobrazující skupiny usměvavých školaček dospělým ženám v různém stavu svlékání jsou jedinečné svou intimitou, spontánností a osobním oceněním, které chovala ke svým subjektům. Její fotografie jsou do jisté míry inspirovány německými a francouzskými nudistickými pohlednicemi, ale rychle si našla svůj vlastní styl, který u jiných tehdejších fotografů, zejména ne fotografek, nelze najít. Na jejích fotografiích jsou ženské tváře zahalené a modelky nikdy neprozrazují svou identitu. 
Mnoho informací, které o Mary Willumsenové existují, pochází z policejní zprávy, která byla sepsána poté, co byla v roce 1920 zatčena za výrobu a prodej nelegálních pohlednic. Podle zprávy měla Willumsenová – která nebyla vyučená fotografka – povolení od inspektora koupaliště fotografovat „ty zákazníky, kteří si přáli být fotografováni“. Jak šel čas, jistý pan Brix, majitel nedalekého kiosku Scala Book Kiosk, požádal Willumsenovou, aby mu udělala nějaké fotografie z koupání, které by mohl prodávat. Někteří ze zákazníků Helgolandu souhlasili s tím, že se pro tento podnik nechají vyfotografovat. Některé z jejích fotografií byly publikovány ve Vore Damer, ženském časopise, ale bez jakékoli identifikace. 
Zpočátku byly fotografie Willumsenové žen v plavkách nebo spodním prádle. Nicméně, jak zájem rostl, Brix ji přesvědčil, aby také fotografovala akty, ačkoli Willumsenová vysvětlila, že „se nikdy nepokusila vytvořit obrázky erotické nebo oplzlé“. Zhruba deset žen, které používala jako modelky, pocházelo z docela odlišného prostředí: vše od hereček po pokojské a dokonce i některé, které byly spojovány spíše s „volnějším způsobem života“. Jak se její podnikání rostlo, rozšířila svůj prodej na kiosky v Istegade a Circus Garden v centru Kodaně. Willumsenová odhadovala, že produkovala asi 1200 fotografií měsíčně a prodávala je za 25 øre za každou.

## Zapojení policie
V roce 1919 začala kodaňská policie vyšetřovat všechny městské kiosky, aby zjistila, zda se nezabývají erotickými fotografiemi. V důsledku toho v roce 1920 zatkli Mary Willumsenovou za překročení zákona. Více než 1 000 jejích pohlednic bylo zabaveno z kiosku Scala během jediného měsíce a jako důkaz jich bylo zabaveno celkem 15 000 kusů. Dalších 10 000 bylo zastaveno na cestě do Německa, což ukazuje rozsah operace. Vyšetřování se stalo známým jako „případ Aga“, protože zahrnovalo pohlednice prodávané prostřednictvím zásilkové společnosti „Aga Foto“. Soudy však nakonec rozhodly, že pohlednice byly ve skutečnosti legální, většinu z nich vrátily a obvinění stáhly.
Přesto Willumsenová v důsledku policejního vyšetřování s výrobou pohlednic okamžitě přestala. 

## Pozdější život
Mary Willumsenová se k fotografii nikdy nevrátila. Místo toho se živila nákupem starožitností a jejich prodejem zámožným zákazníkům v Hellerup a Gentofte. 

## Posouzení
Mary Willumsenová zaujímá v historii fotografie zvláštní místo. Některé její fotografie jsou sice spíše konvenčními příklady „odvážných“ záběrů žen v pikantních pózách. V jiných však reprodukuje neformální situace na koupališti. Dámské křivky vynikají proti hladké geometrii okolního dřeva nebo zobrazuje vlnovitý rytmus žen ležících na okolních písečných dunách. I kdyby se pohlednice Willumsenové prodávaly v kiosku Scala těm, kdo hledali pornografii, zdá se, že helgolandské koupaliště nabízelo určitou míru otevřenosti, kde se ženy mohly chovat přirozeně, aniž by se chovaly eroticky. Výsledné fotografie ukazují, že svoboda projevu je důležitější než erotika. 